# Desmoclystia humerata
Desmoclystia humerata là một loài bướm đêm trong họ Geometridae.